# Erase
Erase – trzeci album holenderskiego zespołu deathmetalowego Gorefest. Został wydany w 1994.

## Lista utworów
Opracowano na podstawie materiału źródłowego.
| Nr | Tytuł utworu       | Długość |
| -- | ------------------ | ------- |
| 1. | „Low”              | 5:01    |
| 2. | „Erase”            | 5:49    |
| 3. | „I Walk My Way”    | 4:33    |
| 4. | „Fear”             | 4:33    |
| 5. | „Seeds Of Hate”    | 5:01    |
| 6. | „Peace Of Paper”   | 4:34    |
| 7. | „Goddess In Black” | 6:16    |
| 8. | „To Hell And Back” | 6:23    |
|    |                    | 42:10   |

## Twórcy
Opracowano na podstawie materiału źródłowego.
| Zespół Gorefest w składzie - Jan Chris de Koeijer - wokal, gitara basowa - Frank Harthoorn - gitara - Boudewijn Bonebakker - gitara - Ed Warby - perkusja |  | Inni - Pete "Peewee" Coleman - produkcja muzyczna, inżynieria dźwięku - Frans Hendrix, Bart Wagemakers - inżynieria dźwięku - M. Staiger - producent wykonawczy - Niels van Iperen, Gerhart Jaeger - zdjęcia |

## Listy sprzedaży
| Lista   | Kraj     | Pozycja |
| ------- | -------- | ------- |
| Top 100 | Holandia | 61      |